# Амблер (аэропорт)
Аэропорт Амблер (англ. Ambler Airport), (ИАТА: ABL, ИКАО: PAFM, FAA LID: AFM) — государственный гражданский аэропорт, расположенный в 1,85 километрах (1 морская миля) к северу от центрального делового района города Амблер (Аляска), США.

## Операционная деятельность
Аэропорт Амблер занимает площадь в 110 гектар, располагается на высоте 102 метра над уровнем моря и эксплуатирует две взлётно-посадочные полосы:
- 9/27 размерами 732 x 18 метров с гравийным покрытием;
- 18/36 размерами 914 x 18 метров с гравийным покрытием.[1]